# Uloma masumotoi
Uloma masumotoi – gatunek chrząszcza z rodziny czarnuchowatych i podrodziny Tenebrioninae.
Gatunek ten opisany został po raz pierwszy w 2000 roku przez Wolfganga Schawallera na łamach „Stuttgarter Beiträge zur Naturkunde”. Jako lokalizację typową wskazano Gunung Emas w Parku Narodowym Banjaran Crocker na Borneo. Epitet gatunkowy nadano na cześć koleopterologa Kimia Masumota.
Chrząszcz o ciele długości od 8,5 do 10 mm. Ubarwienie jest brązowe. Głowa u obu płci ma słaby wcisk na przedzie i pozbawiona jest cech dymorfizmu płciowego w budowie grzbietowej powierzchni. Różnią się płcie natomiast budową czułków – u samca człony od szóstego do dziesiątego mają krawędzie wierzchołkowe dośrodkowo przeciągnięte w szpic. Warga dolna u samca cechuje się języczkiem z kilkoma rozproszonymi szczecinkami oraz bródką z parą gęstych łatek krótkich szczecinek po bokach słabo zaznaczonego wcisku pośrodkowego, pozbawioną wgłębień nasadowo-bocznych. Przedplecze u samca ma na przedzie wyraźne wgłębienie pośrodkowe, tylną krawędź nieobrzeżoną, a powierzchnię między punktami lśniącą, pozbawioną mikropunktowania; punkty we wgłębieniu są grubsze i gęściej rozmieszczone niż gdzie indziej. Pokrywy mają rzędy z punktami nieco szerszymi niż odcinki rowków między nimi, a międzyrzędy słabo wysklepione. Odnóża przedniej pary u samca mają kąty pośrodkowo-odsiebne goleni pozbawione palcowatej wypustki, a ich grzbietowe powierzchnie opatrzone podłużnym szeregiem wyraźnych ziarenek. Odwłok ma ostatni z widocznych sternitów pozbawiony obrzeżenia. Edeagus charakteryzuje się długimi, palcowatymi paramerami.
Owad orientalny, znany z malezyjskiego stanu Sabah oraz z indonezyjskich Borneo Zachodniego, Borneo Wschodniego i Sumatry.